# 游泳亞目
游泳亞目（學名：Natantia）是十足目之下一個已廢棄的分類，包括有各個主要以游泳為移動方式的各個科，例如：蝦（包括真蝦下目及Procarididea）、明蝦（枝鰓亞目）及蝟蝦下目。其他在十足目而不在游泳亞目的物種，都被歸入爬行亞目（Reptantia），包括有螃蟹、龍蝦、螯蝦及其他主要是在海底爬行的較大型物種。這種分類於1963年由马丁·布尔肯罗德（Martin Burkenroad）提倡廢除 。他根據原來的爬行亞目物種的特性，發現除了明蝦以外，其他十足目的雌性生物在孵化受精后的蛋時，都會把蛋在孵出前沾在雌性的腹足上。根據這特徵，他把所有明蝦以外的物種重新歸類到抱卵亞目去。事實上，現時我們知道游泳亞目是一個並系群，布尔肯罗德把十足目重新分類方法，得到了分子系統發生學的確認。

## 延伸閱讀
- S. De Grave & C. H. J. M. Fransen.  (PDF). Zoologische Mededelingen. 2011, 85 (9): 195–589, figs. 1–59. ISBN 978-90-6519-200-4.